# 国中神社 (徳島市)
国中神社（くになかじんじゃ）は、徳島県徳島市一宮町の國中寺境内に鎮座する神社。

## 歴史
創建年は不詳。平安時代より以前に創建したと考えられており、名方郡十二社のひとつに数えられる。那賀郡や美馬郡等に分社があり、当社はその根本社である。また旧四カ村の産土神としても栄えた。
境内にはヒノキの一木造といわれる男神座像・如来形立像があり、1971年（昭和46年）に徳島県指定文化財となった。

## 祭神
- 唯一真神
- 阿波国造祖神
- 他十二柱

## 文化財
木造男神坐像・木造如来形立像
- 1971年（昭和46年）8月10日に徳島県指定文化財となる。

## 交通
- 徳島自動車道「徳島インターチェンジ」より車で約30分。
- JR「府中駅」より車で約10分。